# 梅隆铁路
梅隆铁路是广东省梅州市与河源市龙川县之间一条762毫米轨距的窄轨地方铁路。东起梅县城区的梅江东山港，西至龙川县城老隆镇的东江河港，全长172.38km。1958年开建。由广东省地方铁路总公司梅隆铁路管理局运营。是河源，梅州的第一条铁路。也是广东省最长的省营地方铁路。2005年彻底停运并废线。

## 历史

### 建设及开通
1959年11月，由广东省公安厅劳改工作局勘测、设计、投资，由汕头专署（当时梅县专区已并入了汕头专区）负责施工兴建，梅县至四望嶂煤矿的简易铁路开建，修一段试运营一段，1964年10月20日梅四铁路全线62.6km通车，1965年1月12日正式开办客运业务。实际投资1340.67万元。
1958年冬至1966年冬，兴宁县自筹及在省支持下，先后分五段修建了合水水库港区至四望嶂矿务局的铁路，于西埔车站与梅四铁路接轨。兴四铁路正线长45.87公里，总投资479.58万元。
1968年，为解决惠阳地区用煤，煤炭工业部第49建井工程处从河南省调驻四望嶂矿区，并从兴宁县合水至龙川县老隆港的兴老铁路1968年10月开建，1970年10月建成通车，全长69公里，由广东省煤炭工业基本建设局投资5279.11万元。自此，梅四铁路、兴四铁路、兴老铁路合称梅隆铁路，全线建成。

### 运营机构配置
1971年春成立梅隆铁路局，局机关和机修厂驻兴宁合水水库东侧。设合水、梅县、西埔、老隆4个信号工区和4个通讯工区。机务段设在西埔站。

### 没落及停运
随着90年代准轨广梅汕铁路及京九铁路的先后开通，正式将河源和梅州连入国家铁路网。窄轨梅隆铁路重要性大减。加上建设标准低，线路维护不善，梅隆铁路运输量逐年减少。
1998年11月15日零时起，四望嶂矿务局辖下各煤矿停产。1999年四望嶂矿务局正式破产，分解成6个民营煤矿。2005年7月14日发生兴宁市罗岗镇四望嶂井田范围内的福胜煤矿特大透水事故造成14名矿工死亡。2005年8月7日13时13分发生兴宁市黄槐镇四望嶂一矿井田范围内的大兴煤矿“8·7”特别重大透水事故，造成123名矿工死亡。该地采煤被彻底关闭。梅隆铁路也因为无货物可运输也在2005年停运并废弃。

## 线路及车站

### 梅四铁路
东山——梅县——罗坑 ——长滩——赤水——三门峡——上官塘——车子排——白面——均田——西埔——四望嶂

### 兴四铁路
兴宁——龙田——合水——龙北——土墩——岗背——甘砖——黄陂——西埔——四望嶂

### 兴老铁路
兴宁——龙田——红光——汤湖——高梁寨——莲池——洋田——铁场——谷前——河坑——莲风——丰稔——老隆——老隆港
此外有西埔——梨树湾，车子排——石壁塘两条小支线。

## 遗迹
梅隆铁路废除之后，路轨被拆除，在龙川县，兴宁，梅州市区内的车站路基大多被后续开发所拆除而消失，四望嶂煤矿及西浦站的一段铁路被拆，沿线站房大多成为废墟，保留的也改作为民居。
目前，还剩有梅县车站（梅江区大浪口），罗坑站，赤水站，车子排站，铁场站，河坑站，丰稔站站体保存较好。
兴宁市的老铁路街即为原铁路路基。另外位于广州市石牌站附近的广东省铁投集团总部前，也展出一辆梅隆铁路曾使用的红卫7216蒸汽机车（原封存于梅县老车站）。